# 阿富鰕虎魚
阿富鰕虎魚，为輻鰭魚綱鱸形目虾虎鱼亚目鰕虎鱼科的其中一種，分布於東印度洋的澳洲西部海域，為特有種，體長可達11公分，棲息在河口、河川夏由及沿岸湖泊。